# Wojciech Siemion
Wojciech Juliusz Siemion (30 de julio de 1928 – 24 de abril de 2010) fue un actor y director de cine polaco. 

## Biografía
Siemion estudió en la Universidad Católica de Lublin de 1947 a 1950. Al mismo tiempo, empezó a dar clases de interpretación y a actuar en compañías teatrales. Se matriculó en la Academia Estatal de Teatro en Varsovia y después de solo un mes, pudo saltarse dos años de estudios. Después de graduarse en 1951, comenzó a actuar en teatros y cabarets como Pod Egidą. En 1983, fue nombrado miembro del Consejo de Movimiento Patriótico por el Renacimiento Nacional, y entre 1985 y 1989 fue diputado del Sejm por el Partido Obrero Unificado Polaco. Después de la caída del régimen comunista en Polonia, Siemion se convirtió en miembro del Partido Campesino Polaco y fue diputado en la cámara del Voivodato de Mazovia. Siemion recibió muchos premios estatales entre los que se incluyen la Orden Polonia Restituta.

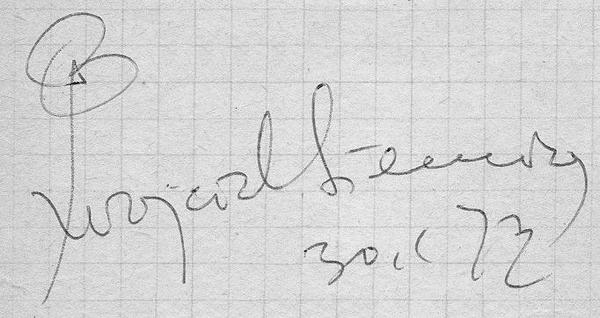
Autograph and a flower (January 1973)

El 21 de abril de 2010, Siemion fue gravemente herido en un accidente de coche en Ruszki cerca de Sochaczew. Murió tres días después en el hospital de Varsovia.

## Filmografía
- Eroica (1958)
- Zamach (1958)
- Mala suerte (1960)
- Marysia i krasnoludki (1960)
- Black Wings (1963)
- Giuseppe w Warszawie (1964)
- Salto (1964)
- Wojna domowa (1965–1966)
- Czterej pancerni i pies ([1966–1970)
- Niewiarygodne przygody Marka Piegusa (1966)
- Kierunek Berlin (1968)
- Poszukiwany, poszukiwana (1972)
- Nie ma róży bez ognia (1974)
- Zwycięstwo (1974)
- Wolna sobota (1974)
- Ziemia obiecana (1975)
- Co mi zrobisz, jak mnie złapiesz? (1978)
- Filip z konopi (1981)
- Alternatywy 4 (1983)
- Kolejność uczuć (1993)
- Tajemnica trzynastego wagonu (1993)
- Złotopolscy (1997)
- Przedwiośnie (2001)
- Ubu Król (2003)
- Niezawodny system (2008)
- Ostatnia akcja (2009)[4]

## Honores y galardones
- Cruz de Comandante con estrella de la Orden Polonia Restituta (2000)
- Cruz de Plata al mérito (1956)
- Medalla del 10.º Aniversario de la Polonia Popular (1955)
- Medalla del 30.º Aniversario de la Polonia Popular (1975)
- Emblema honorífico de oro de la Sociedad Polaca (1987)
- Medalla del Centenario de la liberación de Bulgaria (1978)